# Bouvé Egészségtudományi Főiskola
Az Északkeleti Egyetem Bouvé Egészségtudományi Főiskolája (korábban Bostoni Fizioterápiás és Testnevelési Intézet) 1992-ben jött létre több korábbi intézmény összevonásával. A főiskolának Burlingtonban és az észak-karolinai Charlotte-ban is találhatók kampuszai.

## Története
1964-ben a Bouvé-Boston főiskola függetlenedett a Tufts Egyetemtől, és nevét Boston-Bouvéra változtatta. 1980-ban egyesültek az Északkeleti Egyetemmel; ekkor az iskola profilja a testneveléstől a fizioterápia és a rehabilitáció irányába mozdult el. 1971-ben az Északkeleti Egyetem egészségtudományi képzéseinek összevonásával létrejött a Gyógyszerészeti és Orvosi Főiskola; 1987-ben munkatársak egy csoportja egy új főiskola létrehozását javasolta, azonban néhányan aggódtak a különböző képzési területek összevonása miatt.
1990-ben a John A. Curry rektor által vezetett bizottság a Bouvé és az egyetem saját főiskolájának összevonásáról döntött; az új intézmény első dékánja James J. Gozzo, a gyógyszerészeti főiskola igazgatója lett. 1992-ben a testnevelési, iskolaorvosi és közegészségügyi, valamint a rekreáció-menedzsmenti képzések megszűntek (az audiológiai szakot is megszüntették volna, de végül az megmaradt). A képzések átszervezésével négy év alatt másfél millió dollárt takarítottak meg.
George D. Behrakis egykori hallgató támogatásával létrejött a Ban-an Khaw által vezetett drogelemző laboratórium, valamint a Behrakis Egészségtudományi Központ.

### Bostoni Testnevelési Intézet
A Bostoni Fizioterápiás és Testnevelési Intézetet a Bostoni Egyetemen végzett Marjorie Bouvé alapította 1925-ben, miután távozott a Bostoni Testnevelési Intézettől. Ugyan az új iskola hallgatói létszáma növekedett, egyetemi diplomát nem adhatott ki. Bouvé próbálta elérni az akkreditációt, de nem járt sikerrel.
Az intézet kezdetben csak testnevelési képzést indított, azonban a második világháborút követően megjelentek a fizioterápiás kurzusok is. Ugyan az önálló fizioterápiás szak csak az 1950-es években jött létre, a kurzusok nagy elismertségre tettek szert. Az 1960-as években elindult a rekreációs trénerek képzése.
A nagy gazdasági világválság alatti létszám- és bevételcsökkenés miatt a két testnevelő iskola Bouvé-Boston Testnevelési Intézet néven egyesült; a hároméves szakok mellett a Simmons Főiskolával együttműködve alapdiplomát adó képzés is indult. A hallgatók 1942-től a Tufts Egyetem is továbbtanulhattak.
A Tufts Egyetem későbbi döntésével az alapdiploma követelményeit a Bouvé hallgatóira is kiterjesztették. Mivel a két intézmény nem tudott megegyezni, a partnerkapcsolat felbomlott, a Bouvé pedig az Északkeleti Egyetem része lett. A testnevelési tanszéket és az adminisztratív funkciókat 1968-ban költöztették a Charles és Dockser épületekbe.

## Intézetek
- Közegészségügyi és Viselkedéstudományi Intézet
- Klinikai és Rehabilitációs Intézet
- Ápolóképző Intézet
- Gyógyszerészeti Intézet

## Fordítás
- Ez a szócikk részben vagy egészben  a   Northeastern University Bouvé College of Health Sciences című angol Wikipédia-szócikk ezen változatának fordításán alapul.  Az eredeti cikk szerkesztőit annak laptörténete sorolja fel. Ez a jelzés csupán a megfogalmazás eredetét és a szerzői jogokat jelzi, nem szolgál a cikkben szereplő információk forrásmegjelöléseként.